# Жупан (титул)
Жупа́н (праслов. županъ) — князь або керманич у південних слов'ян, керівник округу.

## Історія
За Костянтином Багрянородним, придунайські слов'яни (хорвати й серби) управлялися жупанами — старійшинами. У нього ж говориться, що країна хорватів була розділена на жупанії (zupania), а жупанами (Zupanus sea jupanus) у хорватів, сербів, угорців а також у інших слов'ян, називалися начальники провінції або держави.
У далматів жупани становили особливий клас шляхти-радників князя. Угорці змінили це слово в ішпан (ispán), тобто граф.

## ВХорватії
У сучасній Хорватії жупан (хорв. župan) — губернатор, голова жупанії. Обирається на чотирирічний термін скупщиною жупанії. Статус жупана має і мер столиці Загреба. 
Нині в Хорватії жупанами називають голів 20 жупаній.